# Cal Marimon
Cal Marimon és una obra de Torroja del Priorat (Priorat) inclosa a l'Inventari del Patrimoni Arquitectònic de Catalunya.

## Descripció
Construcció d'aspecte sòlid i massís, de planta baixa, pis i golfes; bastida de paredat arrebossat amb reforç de carreus als angles. A la planta baixa s'obren la porta i dues finestres, tres balcons i una finestra al pis i quatre finestres a les golfes. La teulada és a dues vessants, de teula. Per la part posterior té unes arcades de maó i pedra que formen un "perxe" per sobre d'un carreró sense nom i que aixopluguen l'entrada al celler.

## Història
Cal Marimon constitueix una de les cases pairals importants del poble, amb possessions importants dins el terme, tals com el Mas del Marimon. L'actual edifici correspon, segurament, a l'ampliació d'un altre de preexistent i sofrí algunes modificacions al segle passat. A la seva façana s'hi instal·là, pel novembre del 1911, una de les primeres bombetes de l'enllumenat elèctric del poble, la fàbrica de l'electricitat del qual era en el molí de la propietat.